# Eva Wannenmacher

Eva Wannenmacher (2014)

Eva Wannenmacher (* 25. Februar 1971 in Zürich) ist eine Schweizer Fernsehmoderatorin.

## Leben
Wannenmacher wuchs in Bremgarten AG auf und absolvierte eine kaufmännische Lehre. Danach machte sie ein Volontariat beim Bremgarter Bezirks-Anzeiger. 1992 wechselte sie zum Aargauer Tagblatt, wo sie als Redaktorin und Produzentin arbeitete.
Ihre Fernsehkarriere startete sie 1994 beim Zürcher Privatfernsehsender TeleZüri. Dort war sie für die politische und kulturelle Berichterstattung zuständig und präsentierte ab 1995 die Nachrichtensendung News. Von April 1998 bis Dezember 2000 moderierte Wannenmacher die Nachrichtensendung 10vor10 im Schweizer Fernsehen. 2001 arbeitete sie beim Privatsender TV3, wo sie die Fernsehshow Big Brother moderierte. 2003 kam sie zum Schweizer Fernsehen zurück und moderierte bis 2010 die Sendung kulturplatz. Anfang 2011 verliess sie das Schweizer Fernsehen. Am 24. August 2011 gab sie ihr Comeback beim kulturplatz als Moderatorin. Ende Juni 2025 verliess Wannenmacher SRF erneut, um zukünftig als Business Coach zu arbeiten.
Bei 3sat war sie Moderatorin der Sendung Kulturzeit zwischen September 2003 und Juni 2004 und dem Wissensquiz DENKmal von 2004 bis 2008. Auch führte sie für den Sender regelmässig Gespräche mit Schriftstellern von den Buchmessen Leipzig und Frankfurt und moderierte mehrmals die Tage der deutschsprachigen Literatur in Klagenfurt.
Wannenmacher erhielt 1998 den «Tele»-Preis und 2001 die «Goldene 7».
Wannenmacher ist Mutter von zwei Töchtern, aus erster Ehe mit TeleZüri-Moderator Hugo Bigi hat sie einen Sohn. Sie lebt in Zürich.